# Рейнагл, Ремси Ричард

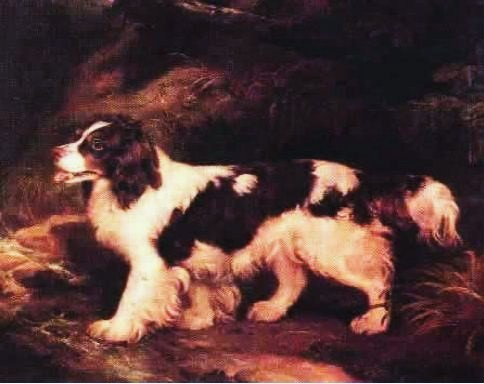
Худ. Р. Рейнагл. Английский водяной спаниель (1815)

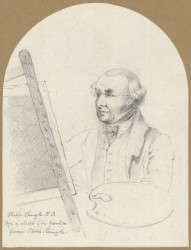
Худ. Р. Рейнагл. Карандашный портрет отца — художника Ф. Рейнагла

Ремси Ричард Рейнагл (англ. Ramsay Richard Reinagle; 19 марта 1775 — 17 ноября 1862, Челси) — английский художник-пейзажист, портретист, анималист. Академик живописи (с 1823).

## Биография
Происходил из династии, давшей миру двенадцать художников.
Первые уроки живописи получил у отца, известного британского придворного художника Филиппа Рейнагла, стилю которого он следовал. Впервые выставил свои работы в Королевской Академии художеств в тринадцатилетнем возрасте в 1788 году.
В 1796 году отправился в Италию, где учился в Риме. Впоследствии совершил поездку в Голландию с целью изучения картин мастеров голландской живописи.
После возвращения на родину некоторое время сотрудничал с Робертом Баркером в создании больших живописных панорамных картин с круговым обзором, в частности панорамы Лестер-сквер, затем вступил в партнерство с Томасом Эдвардом Баркером, старшим сыном Роберта Баркера. Совместно они создали панорамы Рима, Неаполитанского залива, Флоренции, Гибралтара, бухты Альхесирас и Парижа.
В 1806 году Р. Рейнагл избран членом Британского Общества художников-акварелистов. С 1808 по 1812 год был президентом Общества.
Между 1806 и 1812 гг. представил на выставках 67 своих работ, в основном пейзажи с видами Италии и английских озëр. Тогда же экспонировал портреты и пейзажи в Королевской академии, ассоциированным членом которой стал в 1814 году. Член академии с 1823 года.
Р. Рейнагл был умелым дельцом, часто слегка подправив и украсив картины старых мастеров, выдавал их за свои работы. В 1848 году он послал на выставку в Королевскую академию, как собственную работу небольшую картину кисти малоизвестного молодого художника Д. Ярнольда (J. W. Yarnold) «Shipping a Breeze and Rainy Weather off Hurst Castle», которую он купил в художественной лавке и сделал незначительные изменения. Обман был обнаружен, запрос, сделанный в академию, привëл к скандалу. Его диплом королевского академика живописи был призван недействительным. В 1850 году он безуспешно пытался оправдать себя в двух письмах, опубликованных в прессе.
До 1857 года Р. Рейнагл продолжал проявлять в академии, но в последние годы своей жизни обнищал, жил благодаря пенсии из средств академии.
Умер в Челси 17 ноября 1862 года. Его младший сын, Джордж Филипп Рейнагл был также художником.
Несколько картин художника находятся в коллекции Музея и художественной галереи Дерби и государственной коллекции живописи Великобритании.